# Upucerthie des buissons
Upucerthia dumetaria
Espèce
Statut de conservation UICN

 LC  : Préoccupation mineure
L’Upucerthie des buissons (Upucerthia dumetaria) est une espèce de passereaux de la famille des Furnariidae.

## Répartition
On la trouve en Argentine, Bolivie, Chili, Pérou et Uruguay.

## Habitat
Elle habite les zones de broussailles sèches subtropicales et tropicales, les zones de broussailles sèches et les prairies subtropicales et tropicales de haute-montagne.